# James Wharton (Boxer)
James Wharton (* 3. März 1813 in Marokko; † 25. April 1856 Liverpool, England) war ein marokkanischer Boxer in der Bare-knuckle-Ära und zudem ein hervorragender Ringer. 
Er gehörte zu den besten Athleten der damaligen Zeit.
Wharton fand im Jahr 2012 Aufnahme in die International Boxing Hall of Fame.